# Louis Bayle
Louis Bayle (* 11. September 1907 in Bazas; † 23. März 1989 in Toulon) war ein französischer Autor, Romanist, Linguist und Provenzalist.

## Leben und Werk
Bayle studierte an der Universität Aix-en-Provence Lettres classiques (klassische Sprachen und Literaturen), sowie bei Emile Ripert provenzalische Sprache und Literatur. Er schloss mit der Licence ab, machte Militärdienst in Madagaskar und wurde Gymnasiallehrer für Französisch in Marokko, dann für Französisch und Provenzalisch in Toulon. Er war Herausgeber der Zeitschrift La Targo. Revue bilingue de la Provence (1962 ff) und gründete 1965 in Toulon zur Unterstützung der provenzalischen Sprache den Verein 'L'Astrado prouvençalo' mit Verlag und Fernkursangebot zum Erlernen der Sprache (heute in Berre-l’Étang). Bayle betonte die Eigenständigkeit des Provenzalischen gegenüber den anderen okzitanischen Sprachen. Er schrieb Dichtung und Prosa in provenzalischer Sprache und verfasste eine Reihe von Sprachwerken.

## Werke

### Schriftstellerische Werke
- Alba. Pouèmo = Alba. Poèmes, Vorwort von Emile Ripert, Marseille 1928
- Les chavanes. Roman, Avignon 1952
- Plages. Poèmes, Avignon 1957
- Contes de la mer et des îles, Vorwort von Henri Bosco, Paris 1959 (provenzalisch: Conte de la mar e dis isclo, Toulon 1961)
- Les dieux et leurs ombres, Neuchâtel 1964
- (Übersetzer) Josep Carner, Encís de Provença. Enmascacioun de la Prouvènço. "Charme de la Provence". Tèste catalan. Traducioun prouvençalo de Louis Bayle. Traducioun franceso d'Emilie Noulet, Toulon 1966
- Rimo pauro = Rimes pauvres, Toulon 1969
- Aièr e deman. Contes d'hier et de demain, 2 Bde., Toulon 1970
- Solitudes, Toulon 1976
- Lis Orto de setembre, Toulon 1977
- Cleanor (e) Demos. Dos peço antico per lou tems d'aro / Deux pièces antiques pour les temps présents, Toulon 1978
- Teatre per uno oumbro, Toulon 1979

### Wissenschaftliche und pädagogische Werke
- Grandeur de Mistral. Essai de critique littéraire, 2. Auflage, Toulon 1964
- Grammaire provençale, Toulon 1967, 1971, 1975, 1980
- Histoire abrégée de la littérature provençale moderne, Toulon 1971; (mit Michel Courty) Berre l'Etang 1995
- (Hrsg.) Manuel du provençal au baccalauréat, Toulon 1972
- Traité de versification provençale, Toulon 1973
- Procès de l'occitanisme, Toulon 1975
- Considérations sur le Félibrige, Toulon 1977
- Grammaire du provençal moderne  à l'usage des classes, Toulon 1982
- Traité élémentaire d'orthographe occitane, Toulon 1982
- Les verbes provençaux et leur conjugaison, Toulon 1984 (exhaustive Beschreibung der provenzalischen Verben)